# 神和村
神和村（じんわむら）は愛媛県風早郡のち温泉郡にあった村である。
1959年（昭和34年）3月31日に中島町と合併して、地方自治体としてはその歴史を閉じた。忽那諸島のうち最も西北部に位置する離島（愛媛県でも最も西北部）で、対岸は北は広島県、西は山口県である。現在は行政区画として松山市に属する。
地域の詳細はそれぞれの島の記事を参照。

## 地理
愛媛県と広島県・山口県との県境に位置する津和地島、怒和島、二神島、由利島ほかからなる離島の集合体。なお、現在では由利島は無人島となっている。
怒和島の元怒和にある郵便局が「神和郵便局」となっているように、現在でも中島本島の西部に位置する島しょ地域を総称する場合「神和」と呼ぶことがある。これらの島々を結ぶ中島汽船のフェリーも船名はじんわとなっている（2006年進水）。

### 村名の由来
合併した旧村の字のうち「神」と「和」を合体させたもの。合成地名。古くは「かんなむら」とも読んだ。

## 社会

### 地域・集落
合併前の旧4か村をそれぞれ大字とし、中島町になっても受け継がれた。

### 行政
行政区域
神和村→中島町→松山市と変遷。
庁舎
怒和島の大字元怒和においた。
歴代村長

### 人口
- 明治37年　750戸、4391人
- 明治44年　804戸、4548人
- 大正10年　802戸、4718人
- 昭和9年　834戸、4567人
- 昭和23年　1045戸、5256人
- 昭和30年　4884人

- 参考

2020年（令和2年）　338世帯、588人
島別　津和地島　124世帯、225人　怒和島　153世帯、278人　二神島　61世帯、85人　なお由利島は無人島

## 沿革
- 1889年（明治22年）12月15日 - 町村制施行により、風早郡上怒和村、津和地村、二神村、元怒和村の区域をもって成立。
- 1897年（明治30年）4月1日 - 風早郡が温泉郡に編入され、同郡の所属となる。
- 1959年（昭和34年）3月31日 - 中島町と新設合併し、改めて中島町が発足。同日神和村廃止。

```
神和村の系譜
（町村制実施以前の村）　（明治期）　　　　　　　　　（昭和の合併）　　　　　（平成の合併）
　　　　　　　　　　　　町村制施行時
元怒和━━━━┓
津和地━━━━┫
二神　━━━━╋━━━神和村━━━━━━━━━━━┓
上怒和━━━━┛　　　　　　　　　　　　　　　　　┃昭和34年3月31日
大浦　━━━━┓　　　　　　　　　　　　　　　　　┃ 合併
小浜　━━━━┫　　　　　　　　　　あ　　　　　　┣━中島町━━┳━┳━━┓
長師　━━━━╋━━━東中島村━━━中島町━━━━┛　　　　　い┃　┃　　┃
宮野　━━━━┫　　　　　　　　　　　　　　　　　　　　　　　　┃　┃　　┃
神浦　━━━━┛　　　　　　　　　　　　　　　　　　　　　　　　┃　┃　　┃
野忽那━━━━┓　　　　　　　　　　　　　　　　　　　　　　　　┃　┃　　┃
　　　　　　　┣━━━睦野村━━━━━━━━━━━━━━━━━━┛　┃　　┃
睦月　━━━━┛　　　　　　　　　　　　　　　　　　　　　　　　　　┃　　┃
粟井　━━━━┓　　　　　　　　　　　　　　　　　　　　　　　　　う┃　　┃
畑里　━━━━┫　　　　　　　　　　　　　　　　　　　　　　　　　　┃　　┃
饒　　━━━━╋━━━西中島村━━━━━━━━━━━━━━━━━━━┛　　┃
吉木　━━━━┫　　　　　　　　　　　　　　　　　　　　　　　　　　　　　┃
熊田　━━━━┫　　　　　　　　　　　　　　　　　　　　　　　　　　　　　┃
宇和間━━━━┛　　　　　　　　　　　　　　　　　　　　　　　　　　　　　┃
　　　　　　　　　　　　　　　　　　　　　　　　　　　北条市━━━━━━━┫
　　　　　　　　　　　　　　　　　　　　　　　　　　　松山市━━━━━━━┻━━松山市
　　　　　　　　　　　　　　　　　　　　　　　　　　　　　　　　　　　　　　　　え
あ – 昭和27年8月1日町制施行
い – 昭和35年3月31日　睦野村を中島町へ編入
う – 昭和38年3月31日　西中島村を中島町へ編入
え – 平成17年1月1日　中島町及び北条市を松山市へ編入
（注記）北条市・松山市の合併以前の系譜はそれぞれの市の記事を参照のこと。

```